# Helena Merchán
Helena Merchán Fuquen ( Duitama, Boyacá,  24 de enero de 1923- Bogotá, 4 de febrero de 2018), fue una escultora  colombiana y profesora. Egresada de la Escuela de Bellas Artes de Bogotá y realizó estudios de escultura en la Academia de Bellas Artes de Roma.

## Biografía
Helena Merchán, fue hija de Paulina Fuquen y el  escultor Rosendo Merchán, del cual aprendió  la  talla directa en madera y temas costumbristas. Estudio en el colegio La Presentación de Duitama, donde ganó una beca para continuar sus estudios como profesora en La Normal Femenina La Picota en Bogotá. En 1949 ingresó a la Facultad de Bellas Artes de la Universidad Nacional de Colombia. Con sus maestros José Domingo Rodríguez y Julio Abril en la Escuela de Bellas Artes consolidó su interés por técnicas escultóricas, en el contexto de una tendencia nacionalista que promovió el movimiento de Los Bachué. En 1952 obtuvo el título de Maestra en Dibujo Artístico y en 1953  el título de Maestra de Escultura.Entre 1954 y 1957 estudió escultura en la Academia de Bellas Artes en Roma, Italia,  mediante una beca otorgada por la Universidad Nacional de Colombia. Comenzó sus labores como profesora de escultura en La Universidad de los Andes de Bogotá en 1960  En 1966, durante la dirección del maestro Julio Abril de la Escuela de Bellas Artes de Cúcuta, Helena ingresa a trabajar como docente. Posteriormente trabajó en Táchira en Venezuela y por último, fue nombrada docente de dibujo en el INEM, de donde se pensionó luego de 30 años de ejercicio docente 
A manera de homenaje, se encuentra en el centro de  Duitama una escultura de la artista Helena Merchán, realizada por el artista Neil Avella en el año 2018, que hace parte del proyecto de "El camino de los cultores". 

## Obra
La artista donó en 1985 a la ciudad de Duitama un busto en bronce del general Santander, para ser empotrado en el Consejo Municipal de Duitama. Actualmente hay  en la plaza de los libertadores, otro busto del general Santander hecho por la maestra, fue instalado allí  desde el 2019; En la gobernación de Santander se halla una escultura pedestre del general realizado por la artista.

## Premios y reconocimientos
Mención en el  IX Salón de Artistas Colombiano en 1952 con la obra  "Campesina boyacense" realizada en madera. Entre 1954 obtuvo una beca para estudiar en la Academia de Bellas Artes en  Roma, Italia. En 1955 realizó una exposición individual en la Galería Fontanella de Roma, Italia y  participó en la III Bienal Hispanoamericana de Barcelona. En 1957 participó en el X Salón de Artistas Colombianos con: "Meditación" (escultura en mármol), "Agotamiento" (escultura en bronce), "Recogedoras de Café" (escultura en cemento). En 1958 participó en el XI Salón de Artistas Colombianos con las tallas en madera: "Ritmo en Negro" (cemento) y "Mujer Sentada" (cemento). En 1969 realizó una exposición individual en "El Callejón". En 1963 participó en el II Salón de Artistas Boyacenses y obtuvo el II Premio en Escultura con el bronce "Durmiente"